# San Jerónimo, Purísima del Rincón
San Jerónimo är en ort i Mexiko.   Den ligger i kommunen Purísima del Rincón och delstaten Guanajuato, i den centrala delen av landet, 300 km nordväst om huvudstaden Mexico City. San Jerónimo ligger 1 750 meter över havet och antalet invånare är 633.
Terrängen runt San Jerónimo är platt österut, men västerut är den kuperad. Runt San Jerónimo är det ganska tätbefolkat, med 230 invånare per kvadratkilometer. Närmaste större samhälle är San Francisco del Rincón, 3,7 km nordost om San Jerónimo. Trakten runt San Jerónimo består till största delen av jordbruksmark.